# Meillier-Fontaine
Meillier-Fontaine is een plaats en voormalige gemeente in het Franse departement Ardennes in de regio Grand Est.

## Geschiedenis
Op 1 juni 1974 werd Meillier-Fontaine als commune associée opgenomen in de gemeente Nouzonville.